# Неліпівка (селище)
Нелі́півка — селище Торецької міської громади Бахмутського району Донецької області, Україна. Розташоване на річці Кривий Торець за 49 км від Донецька. Відстань до Торецька становить близько 6 км і проходить автошляхом місцевого значення. Через селище проходить залізниця, станція Платформа 22 км.

## Населення

### Мова
Розподіл населення за рідною мовою за даними перепису 2001 року:
| Мова            | Кількість | Відсоток |
| --------------- | --------- | -------- |
| українська      | 1061      | 81.99%   |
| російська       | 222       | 17.16%   |
| білоруська      | 9         | 0.70%    |
| інші/не вказали | 2         | 0.15%    |
| Усього          | 1294      | 100%     |

## Новітня історія
21 липня 2014 року рота 34-й батальйон територіальної оборони «Кіровоград-2» отримала завдання зайняти блокпост — за даними розвідки, полишений терористами — під містом Торецьк. Однак колишньому офіцеру спецпризначення Роману Майстерюку щось в обставинах не подобалося. Біля Неліпівки перший БМП терористи в засідці пропустили та відкрили вогонь по другому, в якому перебував і майор Майстерюк, останній віддає наказ зайняти кругову оборону. Для порятунку відрізаних від основних сил військовиків наказує водію вивести палаючий БТР уперед, чим притлумив вогонь терористів. Куля влучила в плиту бронежилета та його розвернула, наступна поцілила в бік. У бою загинули українські вояки, серед них старший солдат Ібрагімов Фаріз Расім-огли, та чимало терористів, блокпост здобули (українські війська?) за кілька хвилин по загибелі Майстерюка.
На сьогодні село перебуває під контролем української влади.